# 사댁
사댁시(베트남어: Thành phố Sa Đéc / 城舗沙的)는 베트남 남부 메콩강 삼각주 지방, 동탑성의 시이다. 사댁은 크메르어로 ‘물의 신’을 의미하며, 메콩강 하구 항과 농업, 산업의 교역과 생화와 쌀, 쌀가루 제품을 생산하는 것으로 알려져 있다.

## 역사
한때 캄보디아의 영토였다. 1757년 캄보디아의 내전에 개입한 응우옌 가문에 의해 베트남령이 되었다. 19세기까지 동커우다오(Đông Khẩu Đạo)의 수도이며, 메콩강 삼각주 최대의 도시로 알려져 있었다.
1956년 이전의 프랑스 식민지 시대와 1966년부터 1975년까지 남베트남 시대에는 사댁성의 성도였다.
베트남 전쟁 중인 1960년대 중반, 미국의 하천 경비정(PBR)의 기지가 있었다.
또한 1976년부터 1994년까지는 시사(市社)임에도 동탑성의 성도였다가 1994년 4월 29일 까올라인에 그 지위를 양보했다. 2013년 10월 14일에 시사에서 성할시로 승격하였다. 오늘날 약 20만 2천명의 인구와 3개의 산업 단지가 있고 메콩 델타의 많은 사업을 유치하고 있다.

## 행정구역
사댁은 다음의 행정 단위로 구분된다.

### 방(동 단위)
- 1방 (Phường 1)
- 2방 (Phường 2)
- 3방 (Phường 3)
- 4방 (Phường 4)
- 안호아 (An Hòa /安和)
- 떤꾸이동 (Tân Quy Đông / 新歸東)

### 사(마을)
- 떤꾸이 떠이 (Tân Quy Tây / 新歸東)
- 떤카인동 (Tân Khánh Đông /新慶東)
- 떤푸동 (Tân Phú Đông /新富東)

## 교통
시내 중심에서 약 500m 남쪽에 위치 버스 터미널이 있으며, 메콩 델타 각지와 호찌민시에 버스가 운행되고 있다. 또한 중근거리 버스는 시내 중심의 시장 근처에 정차한다.
성도의 까올라인 사이에는 메콩강이 있고 다리가 걸려 있지 않기 때문에 직통 버스는 존재하지 않는다. 인접한 빈롱성 빈롱시는 시외 버스로 연결되어 있다. 안장성 방면으로는 롱쑤옌의 남쪽 약 4km에 있는 밤꽁의 나루터에 로컬 버스가 존재한다.
시내 중심에서 약 1km 북쪽의 위치에 미에우짱(Miễu Trắng)의 나루터가 인접한 까올라인과 연결된다.